# Sowietśke
Sowietśke (ukr. Совє́тське, ros. Сове́тское, krym. Dolossı) – osiedle typu miejskiego na Ukrainie, w Republice Autonomicznej Krymu. Liczba ludności 1 stycznia 2014 roku wynosiła 579 osób.
Osiedle typu miejskiego od 1929 roku. Zgodnie z treścią "Ustawy o potępieniu komunistycznego i narodowosocjalistycznego (nazistowskiego) reżimów totalitarnych i zakazu propagowania ich symboliki", przyjętej przez ukraiński parlament 9 kwietnia 2015 roku, administracja Sowietśka zobowiązana jest do zmiany nazwy miejscowości.